# SUPER RAINBOW
「SUPER RAINBOW」（スーパーレインボー）はMISIAの配信限定シングル。アリオラジャパンから2016年7月22日にリリースされた。

## タイアップ
- 卓球日本代表応援ソング
- TBSラジオ「LOVE RAINBOW TRAIN」オープニング曲

## 曲の詳細
1. SUPER RAINBOW [5:17]
  - 作詞 : MISIA 作曲 : her0ism/Shusui